# 15551 Paddock
15551 Paddock (2000 FQ25) là một tiểu hành tinh vành đai chính.